# Orde van de Miljoen Olifanten en de Witte Parasol
De Orde van de Miljoen Olifanten en de Witte Parasol (Lao: ອິສະຣິຍາພອນລ້ານຊ້າງຮົ່ມຂາວ "Itsariyaphon Lan Sang Hom Khao", Frans: "Ordre du Million d’Éléphants et du Parasol Blanc") werd op 1 mei 1909 door Koning Sisavang Vong van Laos ingesteld. Op 20 november 1927 werden de statuten herzien. De orde verdween nadat de koning in 1975 werd afgezet.
Een witte olifant werd door de boeddhistische bevolking vereerd als een geluksbrenger en een reïncarnatie van een verlichte ziel. Hij is ook een toonbeeld van kracht. De witte parasol is een ambtsteken van de koningen van Laos. De parasol werd boven het hoofd van de koning gehouden.
Door beschouwing van zijn dharma en het beteugelen van zijn verlangens kan een mens lichaam en geest onder controle brengen van de wil. De geest is dan "als een witte olifant die door niets kan worden weerhouden van het bereiken van zijn doel; de verlichting".
De Boeddha Shakyamuni werd in vorige reïncarnaties meermalen als olifant geboren. De laatste incarnatie als Siddhartha Gautama wordt met een witte olifant in verband gebracht. Een uit het pure land Tushita afkomstige olifant zou de moeder van Siddhartha in de zij hebben gestoken; zo werd zij zwanger.
De boeddhisten beschouwen de gelukbrengende hindoeïstische god Gangpati of Ganesha als een emanatie van de bodhisattva Avalokitesvara.
De orde kreeg zes graden en volgde in organisatie, maar niet in vorm, de Europese voorbeelden.
- Keten
- Grootkruis
- Grootofficier
- Commandeur
- Officier
- Ridder

Het kostbare gouden of verguld zilveren kleinood is bijzonder uitgevoerd. Aan de details van de versierselen is veel aandacht besteed. Drie witte olifanten, de middelste "en face" en de beide anderen van opzij gezien, de slurven in de mond en gedekt met rode kleden staan boven een gouden groen geëmailleerde boom. De slagtanden zijn met gouden hulzen beschermd als teken van hun getemde staat. Op hun koppen rust een gouden kroon met daarboven de zevendelige witte koninklijke parasol. Op een donkerrode met goud gezoomde schriftrol boven de parasol staat in het Lao "Orde van de Miljoen Olifanten en de Witte Parasol". De schriftrol eindigt in krullen. De achterzijde is vlak en onbewerkt.
De ster is van zilver en heeft kronkelende horizontale en verticale stralen.
Het lint is rood en met gele zijde geborduurd in een geometrisch patroon.

## Andere orden met een olifant in de naam zijn
- De Orde van de Witte Olifant (Thailand)
- De Orde van de Olifant (Denemarken)

| Batons van de Orde van de Miljoen Olifanten en de Witte Parasol | Batons van de Orde van de Miljoen Olifanten en de Witte Parasol | Batons van de Orde van de Miljoen Olifanten en de Witte Parasol | Batons van de Orde van de Miljoen Olifanten en de Witte Parasol | Batons van de Orde van de Miljoen Olifanten en de Witte Parasol |
| --------------------------------------------------------------- | --------------------------------------------------------------- | --------------------------------------------------------------- | --------------------------------------------------------------- | --------------------------------------------------------------- |
| Grootkruis                                                      | Grootofficier                                                   | Commandeur                                                      | Officier                                                        | Ridder                                                          |